# Byn, Danmark
Byn är en sjö i Danmark. Den ligger i regionen Region Mittjylland, i den västra delen av landet.